# Nicola Matteis
Nicola Matteis (Matheis) (c. 1650 – après 1713) est un violoniste et compositeur italien établi à Londres dès 1672.

## Biographie
On ne connaît presque rien de sa vie dans les premières années. Il travaille en Allemagne où son style est influencé par Biber et Walther.
Il se rend à Londres au début en 1672 où il a pour mécène un commerçant, qui le guide dans la manière d'obtenir les faveurs de la gentry, en permettant à ceux-ci de l'accompagner lors de récitals ou d'autres concerts de moindre importance.
On attribue à Matteis le changement de goût des Anglais, du style français au style italien, plus récent. Sa réputation s'accroît tout au long de sa vie et il y a un réel engouement pour ses prestations publiques : en concert, les auditeurs croyaient fréquemment entendre plusieurs violons. Sa popularité est renforcée par la publication de ses œuvres. Il publie quatre livres d’Ayres pour violon, entre 1676 et 1685, aux titres parfois saugrenus (Humour écossais, Imitation du hoquet de la trompette, etc.). Certains d'entre eux ont également connu un grand succès sur le continent, comme le démontrent les archives de Paris et Venise.
Sachant que nombre de ses clients étaient des amateurs, Matteis essaye de fournir des instructions précises dans sa musique publiée, indiquant des explications détaillées sur les coups d'archet, les ornements, les tempos et d'autres précisions. Ces instructions sont d'une grande utilité pour les interprètes actuels qui cherchent à reproduire sa technique de jeu. À propos de son art, un certain M. Evelyn écrit en 1674 : 

« J’ai entendu le prodigieux violoniste Signor Nicholao, qu’aucun mortel n’a assurément jamais surpassé sur cet instrument : son coup d’archet était très doux et il le faisait parler comme une voix humaine et parfois comme un Consort de plusieurs instruments… »

Son fils Nicholas († 1749, parfois donné 1737) est également violoniste et compositeur, actif à Vienne de 1700 à 1730. Il laisse plus d'une cinquantaine de ballets pour la cour. Il est le professeur de Charles Burney,.

## Œuvre
Quatre recueils Ayres pour violon sont publiés à Londres entre 1676 et 1788. Chacun est composé de suites (airs, préludes, fugues allemandes, sarabandes, etc.), aux titres tant italiens qu'anglais. Il laisse également The False Consonances of Musik (« les fausses consonances de la musique ») (1682), un traité de basse continue destiné à apprendre la guitare (dont il jouait également), le luth, le clavecin et la viole de gambe. Une autre publication lui est également attribuée : A collection of New Songs (Londres, 1698) en deux volumes. Il laisse aussi de la musique pour le théâtre,,.

## Discographie
- La musique baroque italienne pour trompette : Matteis, Concerto di Trombe a tre Trombette [éd. 1687] - The Parley of Instruments (mars 1987, Hyperion CDA 66255)
- The Scotch humour - Ens. Chatham Baroque (septembre 1997, Dorian Recordings) (OCLC 39549876)
- Ayres for the Violin, suites et sonates - The Arcadian Academy, dir. Nicholas McGegan (1991, Harmonia Mundi) (OCLC 36918311)
- Ayres for the Violin, suites et sonates vol. 2 - The Arcadian Academy, dir. Nicholas McGegan (1994, Harmonia Mundi) (OCLC 417372961)
- Ayrs for the Violin - Hélène Schmitt, Gaetano Nasillo, Eric Bellocq, Jörg-Andreas Bötticher (2009, Alpha) (OCLC 971809311)
- False Consonances of Melancholy : Ayres for the Violin - Gli Incogniti, Amandine Beyer (16-20 mars 2009, Zig-Zag Territoires) (OCLC 1111948013)
- Most ravishing things - Ens. Theatrum Affectuum (mai 2014, SACD Æolus) (OCLC 933990748)